# Новый Синин (Могилёвская область)
Новый Синин — деревня в составе Вендорожского сельсовета Могилёвского района Могилёвской области Республики Беларусь.

## Географическое положение
Ближайшие населённые пункты: Угалье, Старый Синин, Новый Вендоророж.